# بارا قشلاق العليا (قشلاق الجنوبي)
بارا قشلاق العلیا (بالفارسية: پاراقشلاق علیا) هي منطقة سكنية تقع في إيران في قسم قشلاق الجنوبي الريفي. يقدر عدد سكانها بـ 48 نسمة .